# Barnwell Castle

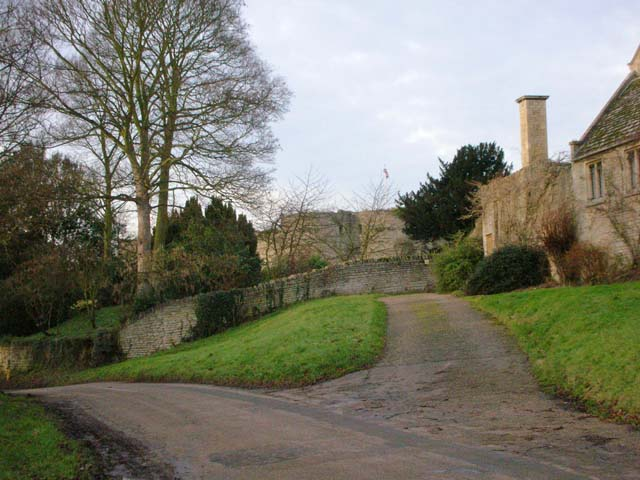
Die Burgruine ist in der Mitte des Fotos zu sehen.

Barnwell Castle ist eine Burgruine südlich der Stadt Oundle und westlich des Dorfes Barnwell in der englischen Grafschaft Northamptonshire. Sie wurde von English Heritage als historisches Gebäude I. Grades gelistet und gilt als Scheduled Monument.
Eine Motte wurde 1132 errichtet. Die steinerne Burg ließ die Familie Berengar le Moyne während der Regentschaft von König Heinrich III. bauen. Im englischen Bürgerkrieg diente die Burg ihrem Eigner, Edward Montagu, 1. Baron Montagu of Boughton, als Arsenal für die royalistische Sache. Nach dem Krieg ließ die Familie Montagu ein großes Herrenhaus, Barnwell Manor, neben der Burg errichten.
Große Teile der Burg blieben erhalten. Ihr Grundriss ist vierseitig und sie hat zylindrische Türme an der nordöstlichen, der nordwestlichen und der südwestlichen Ecke. An der südöstlichen Ecke befindet sich ein Torhaus mit zwei Türmen. Die Mauern sind bis zu 9 Meter hoch und über 3,6 Meter dick.
Die Burgruine ist in privater Hand und öffentlich nicht zugänglich.